# Phoenidnus lissonotoides
Phoenidnus lissonotoides là một loài bọ cánh cứng trong họ Cerambycidae.